# 少年阿賓
《少年阿賓》是由網名為Ben的網友，於1998年8月23日起在“熱站網路世界”陸續發表的網路小說，其時空背景為1980年代生活在台灣的年輕男女，在台灣網站的成人文學版受矚目。爾後被未經授權的印刷廠當作色情小说大量印製，2008年僅在北京市一地便查獲非法出版1908冊。

## 小說概敘
有評論者稱此小說“整個故事時間跨度長、人物多、恩怨糾纏，為早期情色文學少有的長篇鉅著。”。
小說全系列共分三部:
1. 《鄰居的愛》：最先發表，共四章；描寫與鈺慧結婚後的偷情生活，為此系列故事的最後部份。
2. 《少年阿賓》：篇幅最多，共六十七章；以阿賓的大學生時代為主軸，章章有不同的故事情節與人物角色。
3. 《Three Amigo》：共三章，敘述職場上的情色故事。

文中露骨地描寫了阿賓從大學時期的愛慾故事，包括與女友鈺慧的感情、和學姊之間的事件、周圍人物的性慾糾葛；整體文章風格充滿健康活潑氣息，在肉慾之外亦令人感受到青春的無限魅力。

## 改編作品
改編成人電影《少年阿賓》由麻豆傳媒製作，拍攝水準已達台灣一般影視作品的拍攝品質。

## 外部連結
- 少年阿賓-經典中文網路情色小說 （页面存档备份，存于）